# Dave Vanian
David Vanian (nascut David Lett, 12 d'octubre de 1956) és un músic de rock anglès i cantant principal de la banda de punk rock The Damned. Formada el 1976 a Londres, The Damned va ser la primera banda de punk britànica a publicar un senzill, llançar un àlbum, tenir un disc a les llistes del Regne Unit i fer una gira pels Estats Units. Amb una formació fluida des de la seva fundació, Vanian ha estat l'únic membre sempre present. Vanian és un dels primers líders de la subcultura gòtica; la seva afinitat per la ficció gòtica i l'expressionisme alemany, la veu cantant de baríton, les lletres fosques i els vestits de vampirs van ser una gran influència en la subcultura.

## Trajectòria artística
Nascut en Newcastle upon Tyne, North East England, Vanian es mudà amb els pares a Hemel Hempstead, Hertfordshire quan tenia un parell de mesos. Vanian canvià el seu cognom Lett per Vanian en la seva joventut després d'una temporada treballant d'enterrador. Sent Vanian una escurçada del gentilici en anglès "Transylvanian".
Roman com un dels primers influents de la moda gòtica, amb vestimenta fosca, metafísica, espiritual tant a l'escenari com fora. Se sap que és aficionat a l'art del Renaixement, del cinema negre i de terror, els quals es deixen veure en llur aspecte. En novembre de 1976, el magazín musical NME deia d'en Vanian que semblava "un escapat de la Família Addams".
En 1978, fou convidat a la cançó "Don't Panic England", de la banda Doctors of Madness.
En 2004, amb Captain Sensible i la resta de banda foren convidats a l'encesa de llums de Nadal de Cambridge, provocant certa controvèrsia. El mateix dia de l'encesa el grup feia una actuació dins la gira que tenien en marxa.
Vanian cantà amb MC5 pel 40è aniversari cantant "Looking at You", que acabà com a part del disc Revolution: A Celebration of the MC5. En 2008, Vanian amb la banda the Throb, actuà en "Let's Get Lost (Sailor Jerry's Story)" per a l'àlbum recopilatori, The Original Sailor Jerry Rum – Music To....
Fora dels Damned, Vanian ha liderat la banda gothabilly Dave Vanian and the Phantom Chords, ha presentat el programa Dave Vanian's Dark Screen en el canal de televisió britànic Rockworld TV i ha compost la banda sonora de la pel·lícula The Perfect Sleep.

## Vida personal
Vanian ha mantingut la seva vida personal fora dels focus, optant per no participar en la biografia de Damned, The Light at the End of the Tunnel, de Carol Clerk. Es va casar amb la seva primera dona, Laurie, el 1977; es van separar a mitjans dels anys noranta. Es va casar amb Patricia Morrison a Las Vegas el 1996, després que The Damned hagués fet gira per Austràlia. La parella té un fill, anomenat Emily, i viu a Harrow, Gran Londres.
Pel que fa a la inspiració per al seu maquillatge i vestit, Vanian ha afirmat:
```
"Creades sobre la ficció predominantment gòtica, pel·lícules expressionistes en blanc i negre dels anys vint i trenta i el meu amor per l'art i tot allò esotèric, aquestes coses van entrar insidiosament en el meu subconscient fins a mi la pal·lidesa del cementiri, els llavis negres, els cabells negres i ulls de carbó fumats, semblaven perfectament naturals. Tot i que la realitat era que estava tan lluny de les torres gòtiques de la ficció romàntica com de la lluna, no veia cap raó per la qual no poguessis aspirar a una vida menys normal. No em vaig plantejar res femení del que vaig fer. Mai em vaig pensar que portava "maquillatge de noies", era "perfecció masculina" i aprofites al màxim les teves característiques en tot moment".
[
7
]
```